# Ulisses (powieść)
Ulisses (ang. Ulysses) – powieść autorstwa Jamesa Joyce’a. W latach 1918–1920 publikowana w odcinkach w amerykańskim magazynie literackim „The Little Review”. Została wydana w całości 2 lutego 1922 roku w Paryżu przez Sylvię Beach.
Akcja powieści rozgrywa się w ciągu jednego dnia (16 czerwca 1904 roku) w Dublinie.
Trójka głównych bohaterów – Stephen Dedalus (bohater wcześniejszej powieści Joyce’a Portret artysty z czasów młodości), Leopold Bloom, miejscowy akwizytor reklamowy i jego żona, Molly – są współczesnymi odpowiednikami – Telemacha, Odyseusza i Penelopy – głównych bohaterów eposu Homera Odyseja, do którego nawiązuje również tytuł powieści (Ulisses, jest łacińskim odpowiednikem greckiego Odyseusza). Poszczególne rozdziały powieści, luźno nawiązujące do wydarzeń powrotu Odyseusza do ojczyzny po wojnie trojańskiej, przedstawione są na tle Dublina z początków XX w., oraz skomplikowanej historii Irlandii i jej relacji z Wielka Brytanią.
Ulisses jest obszerną powieścią. W większości wydań ma od 800 do 1000 stron i jest podzielona na 18 rozdziałów. Książka pierwotnie była przedmiotem wielu kontrowersji, oskarżano ją o nieprzyzwoitość. Później – dzięki docenieniu techniki strumienia świadomości, eksperymentów z prozą, żartów, parodii i aluzji oraz bogatych charakterystyk – Ulisses uznany został za arcydzieło modernizmu.

## Fabuła

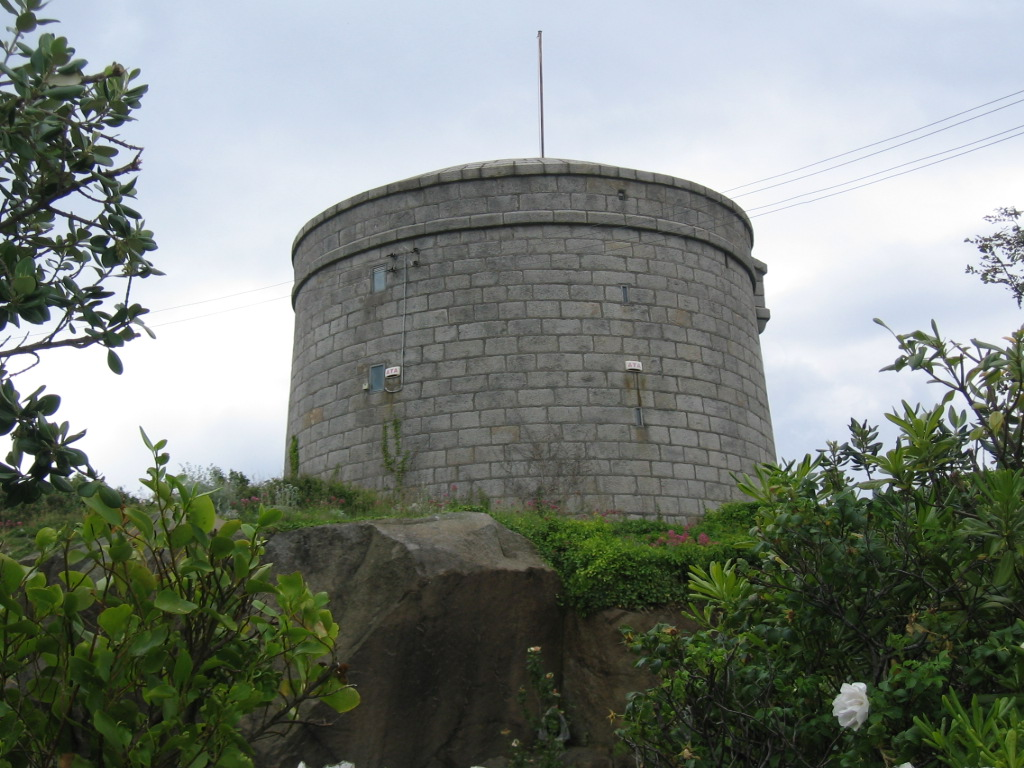
Wieża Martello w Sandycove – mieszkanie Stefana Dedalusa (i Joyce’a)

O godzinie 8 rano Stefan Dedalus spożywa śniadanie wraz ze współmieszkańcami wieży Martello – Hainesem i Buckiem Mulliganem. Postanawia, że nie spędzi tutaj najbliższej nocy. Po śniadaniu udaje się do szkoły, gdzie udziela lekcji historii starożytnej, otrzymuje zapłatę oraz słucha wynurzeń swojego pracodawcy, pana Deasy, na różne tematy. Następnie udaje się brzegiem zatoki w stronę Dublina, rozmyślając po drodze.
Następnie czytelnik przenosi się do mieszkania Leopolda Blooma (38-letniego, irlandzkiego Żyda pochodzenia węgierskiego), który budzi się rano w swoim mieszkaniu przy Eccles Street nr 7, następnie przygotowuje śniadanie dla swojej żony Molly. Śniadanie zanosi jej do łóżka wraz z listem od – jak się później okazuje – kochanka Blazesa Boylana. Bloom natomiast swoje śniadanie spożywa w kuchni, jednocześnie czytając list od swojej 15-letniej córki. Po śniadaniu wyjaśnia żonie termin metempsychoza i wychodzi z domu (godzina 8).
Włóczy się jakiś czas ulicami Dublina, po czym wstępuje na pocztę, gdzie odbiera list miłosny od Marty Clifford, spotyka dwóch znajomych: M’Coya i Bantama Lyonsa, idzie do kościoła, gdzie obserwuje kobiety. Stamtąd udaje się do drogerii, składa zamówienie na wodę toaletową dla Molly, kupuje kawałek mydła oraz kieruje się do tureckiej łaźni. Po kąpieli jedzie z ojcem Stefana Dedalusa, Simonem, oraz Martinem Cunninghamem, Jackiem Powerem i Tomem Kernanem na pogrzeb przyjaciela, Paddy’ego Dignama. Podczas jazdy widzi różne znane mu osoby, rozmyśla o śmierci najbliższych (godzina 11).
Po pogrzebie Leopold Bloom, trudniący się pracą akwizytora, udaje się do redakcji gazety „Freeman’s Journal and National Press” w sprawie zamieszczenia reklamy. Pojawia się tam także Stefan (godzina 12).
Bloom udaje się na lunch do lokalu Burtona, po drodze spotykając swoją dawną miłość, panią Breen. W lokalu napotyka na tłok, więc – rozmyślając o sztuce kulinarnej, jedzeniu i trawieniu – spożywa posiłek w restauracji Davy Byrne’a. Po drodze do muzeum spotyka Boylana (godzina 13).
Czytelnik przenosi się do Biblioteki Narodowej, w której Stefan prowadzi długą i uczoną dysputę na temat Szekspira. Na chwilę pojawia się Bloom (godzina 14).
Następny epizod to jednoczesna obserwacja poczynań wielu osób: czytelnik śledzi Boylana, który kupuje prezent dla Molly oraz Blooma, który (w innym miejscu miasta) dokonuje dla niej zakupu książki. W tym samym momencie Stefan spotyka swoją siostrę Dilly (godzina 15). Bloom po zakupach w księgarni kupuje papier listowy i udaje się na obiad do Ormond Bar, gdzie przed chwilą był Boylan. Bloom je obiad w towarzystwie Richie’ego Gouldinga (wuj Stefana). O tej samej porze Molly przyjmuje w łóżku kochanka, Boylana (godzina 16). Po obiedzie Leopold udaje się na umówione spotkanie z Martinem Cunninghamem (w sprawie ubezpieczenia), po czym wchodzi do knajpy Barneya Kernana, gdzie spotyka człowieka zwanego Obywatelem, znanego z poglądów antysemickich i szowinistycznych. Obywatel zaczepia Blooma, ten – wzburzony i zdenerwowany – nie daje się sprowokować. Dla uspokojenia nerwów idzie na spacer nad zatokę. Znajdując się w tym samym miejscu, co Stefan rano, przy dźwiękach nabożeństwa dobywających się z położonego nieopodal kościoła, masturbuje się, podglądając z ukrycia nieletnie dziewczęta (godzina 20).
Następnie udaje się do szpitala, aby dowiedzieć się o stan rodzącej znajomej. Po wizycie wdaje się w kłótnię na ulicy z pijanymi studentami medycyny – Buckiem Mulliganem, Hainesem i Lynchem, a także z towarzyszącym im Stefanem. Stefan i Lynch postanawiają udać się do domu publicznego Belli Cohen (godzina 22), gdzie dzieją się rzeczy z pogranicza jawy i snu.
Po wizycie, porzucony przez Lyncha Stefan Dedalus trafia pod opiekę Blooma (północ), który doprowadza go do porządku. Wstępują do taniego lokalu odwiedzanego przez margines społeczny, gdzie piją kawę i słuchają opowieści starego marynarza (godzina 1 po północy).
Po wyjściu z lokalu Bloom zaprasza do siebie Stefana, który wprawdzie korzysta z zaproszenia, ale po wypiciu w kuchni gospodarza kakao udaje się do swojej wieży. Po jego wyjściu Leopold kładzie się w łóżku obok żony, która obudzona snuje długi monolog wewnętrzny, pełny seksu, wspomnień z przeszłości i czasów spędzonych na Gibraltarze (2 nad ranem, 17 czerwca 1904 roku).

## Ekranizacje i adaptacje
- Ulysses (reż. Joseph Strick), 1967 r. nominacja do Oscara za najlepszy scenariusz adaptowany,
- Bloom (reż. Sean Walsh), 2003 r.

### Adaptacje teatralne
- 14 lutego 1970: spektakl Teatru Wybrzeże w Gdańsku w reżyserii Zygmunta Hübnera
- 27 marca 1974: Bloomusalem w reżyserii Jerzego Grzegorzewskiego, Teatr Ateneum w Warszawie, adaptacja XV epizodu,
- 27 marca 1983: spektakl Teatru Polskiego w Szczecinie w reżyserii Wandy Laskowskiej
- 1992: ...Tak chcę, tak., reżyseria i scenografia Henryk Baranowski, Teatr Szwedzka 2/4, tytuł nawiązuje do ostatnich słów wypowiedzianych przez Molly,
- 5 października 1999: Nowe Bloomusalem w reżyserii Jerzego Grzegorzewskiego, Teatr Narodowy
- 16 czerwca 2022: Ulisses w reżyserii Mai Kleczewskiej, Teatr Polski w Poznaniu
- 14 lutego 2024 Ulisses w reżyserii Michała Borczucha, Teatr im. Juliusza Słowackiego w Krakowie

Dzień 16 czerwca jest świętowany na całym świecie przez fanów Joyce’a jako Bloomsday. Autor wybrał ten dzień na pamiątkę pierwszej randki z żoną, Norą Barnacle.